# Триньон
Триньон (фр. Trignon) — река в регионе Прованс — Альпы — Лазурный Берег на юге Франции в департаменте Воклюз, приток реки Увез бассейна Роны. Протяжённость реки — 6,0 км. Площадь водосборного бассейна — 695 км².

## География

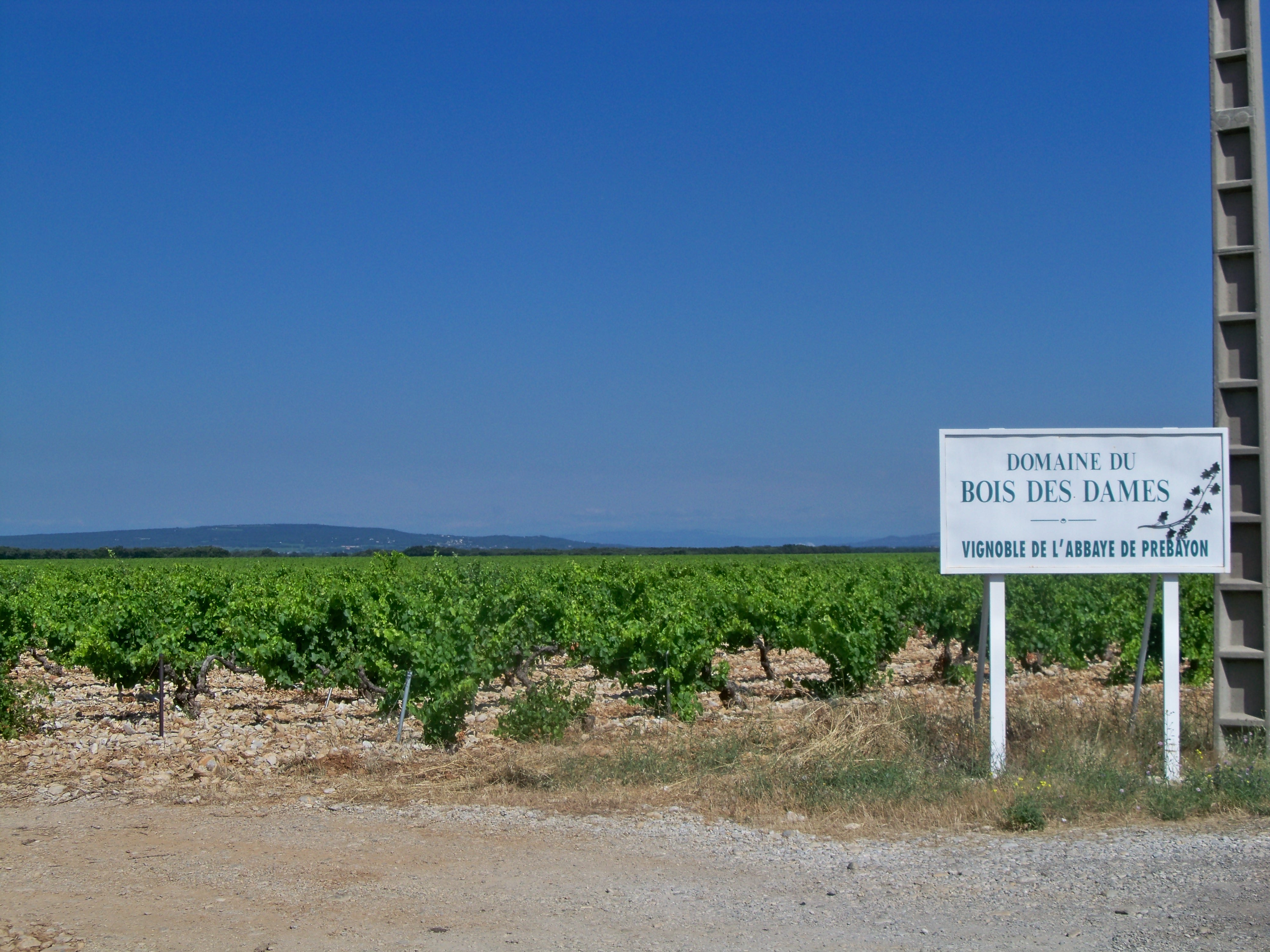
Виноградники в Пребеоне.

Триньон берёт начало от воклюзского источника в местечке Пребеон у коммуны Сабле. Пребеон известен первым женским монастырём Воклюза, основанным святым Цезарем из Арля (470—542) в VII веке. Пересекает Жигонду. Впадает в Увез на юго-западе от Сабле.

## Пересекаемые коммуны
Река протекает по территории трёх коммун:
- Жигонда
- Сюзетт
- Сабле